# Gisela Kraus
Gisela Kraus, verheiratete Sela Bail (* 3. März 1921 in Würzburg; † 2001 in Bamberg), war eine fränkische Malerin, Zeichnerin und Glasgestalterin.

## Leben und Wirken
Sie studierte nach dem Abitur und dem Arbeitsdienst von 1940 bis 1945 Bildhauerei und Malerei an den Akademien München (bei Bernhard Bleeker und Franz Klemmer). 1944/45 setzte sie in Schloss Ellingen, wohin die Nürnberger Kunstakademie ausgelagert war (bei Otto Michael Schmitt) ihr Studium fort. 1945 heiratete sie den Maler und Bildhauer Hanns Bail. Von 1948 bis 1952 war sie mit ihrem Ehemann bis zu acht Monaten in einem Boot auf Main, Neckar und Rhein unterwegs. Auf dem Boot und am Kai fanden auch Ausstellungen statt. Das Künstlerpaar lebte ab 1952 in Reistenhausen am Main, wo sie sich eine alte Steinhauerhütte zu großzügigen Atelierräumen ausgebaut hatten. In dieser Zeit entstanden bedeutende Arbeiten für die Hochschule für Musik, den Kiliansdom, das Mathematische Institut (dem Mathematiker und Astronomen Regiomontanus gewidmete Glasfenster und Mosaiken)  in der Klinikstraße und öffentliche Plätze in Würzburg. Danach zog die Familie in die Geburtsstadt des Ehemannes nach Bamberg.

## Künstlerische Arbeit
Ihr künstlerisches Werk wurde stark beeinflusst durch jährliche Reisen nach Afrika ab 1964. Mit ihrem Ehemann schuf sie gemeinsame Kunstwerke. Nach 1945 verarbeitete die Künstlerin mit großen Farb- und Formkontrasten die Eindrücke von Expressionismus und den Fauves. In den 1950er Jahren entstanden überwiegend Stillleben, ab den 1960er Jahren war sie dem Informel nahe und abstrahierte immer mehr, Farbflächen und Schichten waren ihr Thema. Im Mai 1972 waren die Arbeiten des Künstlerpaares erstmals in einer Gesamtschau in der Städtischen Galerie Würzburg zu sehen. Lange malte sie Pastelle, später waren Acryl- und Gießharz bevorzugte Malmittel. Ihre kräftig farbigen, abstrakten Glasfenster zeugen heute noch von der Kraft der Künstlerin.

## Werke (Auswahl)
- 1951: Stillleben mit Teekanne, Becher und Zitrone, Farbholzschnitt/Pappe, H 48 cm x B 55 cm  (Museen der Stadt Bamberg, Inv. Nr. 97D)
- 1979: Verschichtete Formen, Acryl/Pressspan, H 100 cm x B 100 cm  (Museen der Stadt Bamberg, Inv. Nr. 1026)
- Glasfenster, Marienkapelle Schonungen
- Glasfenster, Beichtkapelle Haßfurt
- Glasfenster, Weisbrunn St. Johannis
- ohne Datum, abstraktes Gemälde[4]
- Sgraffito – Wandgestaltung, Gymnasium Münenrstadt, Innenhof
- 1972 Betonglasfenster, Werheim, Privathaus

## Werke in Stadt und Landkreis Würzburg (Auswahl)
- 1964: Kirchenfenster der Hauskapelle im Mädchenwohnheim St. Lioba
- 1968: Künstlerische Ausgestaltung Hauskapelle des Priesterseminars (mit Ehemann Hanns)
- 1970/72: Glasfenster im Chor der katholischen Pfarrkirche St. Bartholomäus in Prosselsheim
- 1976: Altarwandbild (mit Ehemann Hanns) in der katholischen Pfarrkirche St. Sebastian in Würzburg-Heuchelhof
- Glaswand im Treppenhaus des Hof Conti (Amtssitz des Bischofs von Würzburg.)
- Kupfertüre und Keramikwandschmuck, Finanzamt Würzburg